# NGC 6424
NGC 6424 (również PGC 60552 lub UGC 10932) – galaktyka eliptyczna (E-S0), znajdująca się w gwiazdozbiorze Smoka. Odkrył ją Lewis A. Swift 5 sierpnia 1885 roku.